# Ryan Palmer
Ryan Palmer (Amarillo, Texas, 19 september 1976) is een professional golfer uit de Verenigde Staten. Hij speelt op de Amerikaanse PGA Tour.
Palmer was een klasgenoot en jeugdvriend van Clay Aderholt op de Bonham Middle School en Amarillo High School. Daarna studeerde hij een jaar aan de University of North Texas en drie jaar aan de Texas A&M University.

## Professional
Na zijn studie werd Palmer in 2000 professional. Hij begon op de Tightlies Tour en Hooters Tour, speelde in 2003 op de Nationwide Tour en kwam in 2004 op de PGA Tour. Mede door zijn overwinning in Hawaï steeg hij in 2010 naar de 23ste plaats van de FedEx Cup.
Na de eerste ronde van het The Players Championship in mei 2013 ging Palmer met zijn sponsors dineren. Aan tafel ging zijn telefoon en kreeg hij te horen dat Aderholt op 36-jarige leeftijd bij een ongeluk om het leven was gekomen.  

### Gewonnen

#### Nationwide Tour
- 2003: Clearwater Classic

#### PGA Tour
- 2004: FUNAI Classic op de Walt Disney World Resort (-22)
- 2008: Ginn sur Mer Classic (-7)
- 2010: Sony Open in Hawaii (-15)